# طراز فني إيراني تتري

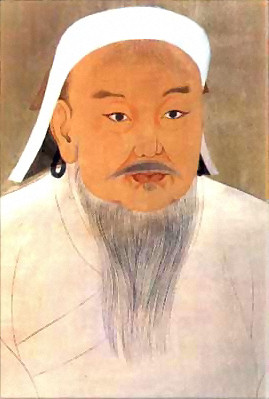
جنكيزخان

كان المغول أو التتر قبائل رحل من صحراء جوبي، وأفلحوا في القبض على زمام السلطان في الصين، ثم انطلقوا بقيادة جنكيز خان يفتحون الإقليم بعد الأخر حتى أقاموا لأنفسم عاهلية أسيوية عظمى، وامتد سلطانهم إلى بعض الأقاليم الأوروبية حينا من الدهر. وقد شنوا الغارات على بلاد ما وراء النهر وشرق إيران سنة 618 هـ فخربوا كثيرا من المدن التي مرت جيوشهم بها. واستطاع هولاكو حفيد جنكيزخان أن يفتح بغداد سنة 656 هجرية (1258 م) وأن يقتل المستعصم آخر خلفاء بني العباس فيقضي على الخلافة العباسية في العراق قضاءً مبرما، بعد أن كان السلاجقة قد جردوها من كل سلطان دنيوي.

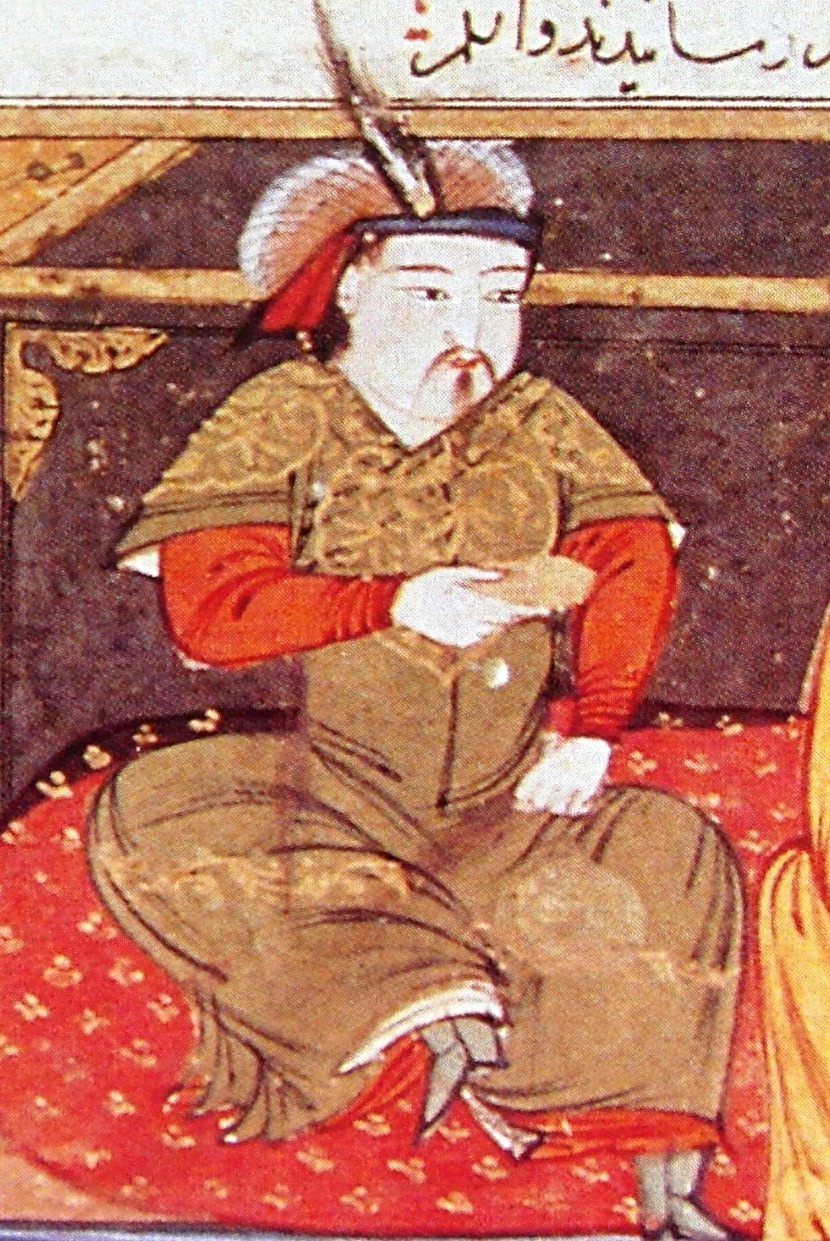
هولاكو

وجدير با أن نذكر أن المغول، حين قضوا على دولة ملوك خوارزم في النصف الأول من القرن السابع الهجرى (الثالث عشر الميلادي)، كانوا غرباء عن المدنية الإيرانية، ولم يكونوا قد أخذوا من الحضارة بنصبب وافر؛ ولكنهم لم يلبثوا أن تأثروا بالثقافة الصينية في الشرق والثقافة الإيرانية في الغرب، فعملوا بعد ذلك على رعاية الفنون والآداب.
وأسس هولاكو في إيران أسرة حكمتها حتى سنة 736 هـ (1336 م) وهي الأسرة الإلخانية، التي تهذب أفرادها وأتباعهم بالحضارة الإيرانية، ثم اعتنقوا الإسلام، ولكنهم لم يقطعوا أسباب العلاقة بينهم وبين أقربائهم من المغول في الشرق الأقصى؛ ولذا امتاز عصرهم في إيران بتأثير الأساليب الفنية الصينية في فنون إيران.

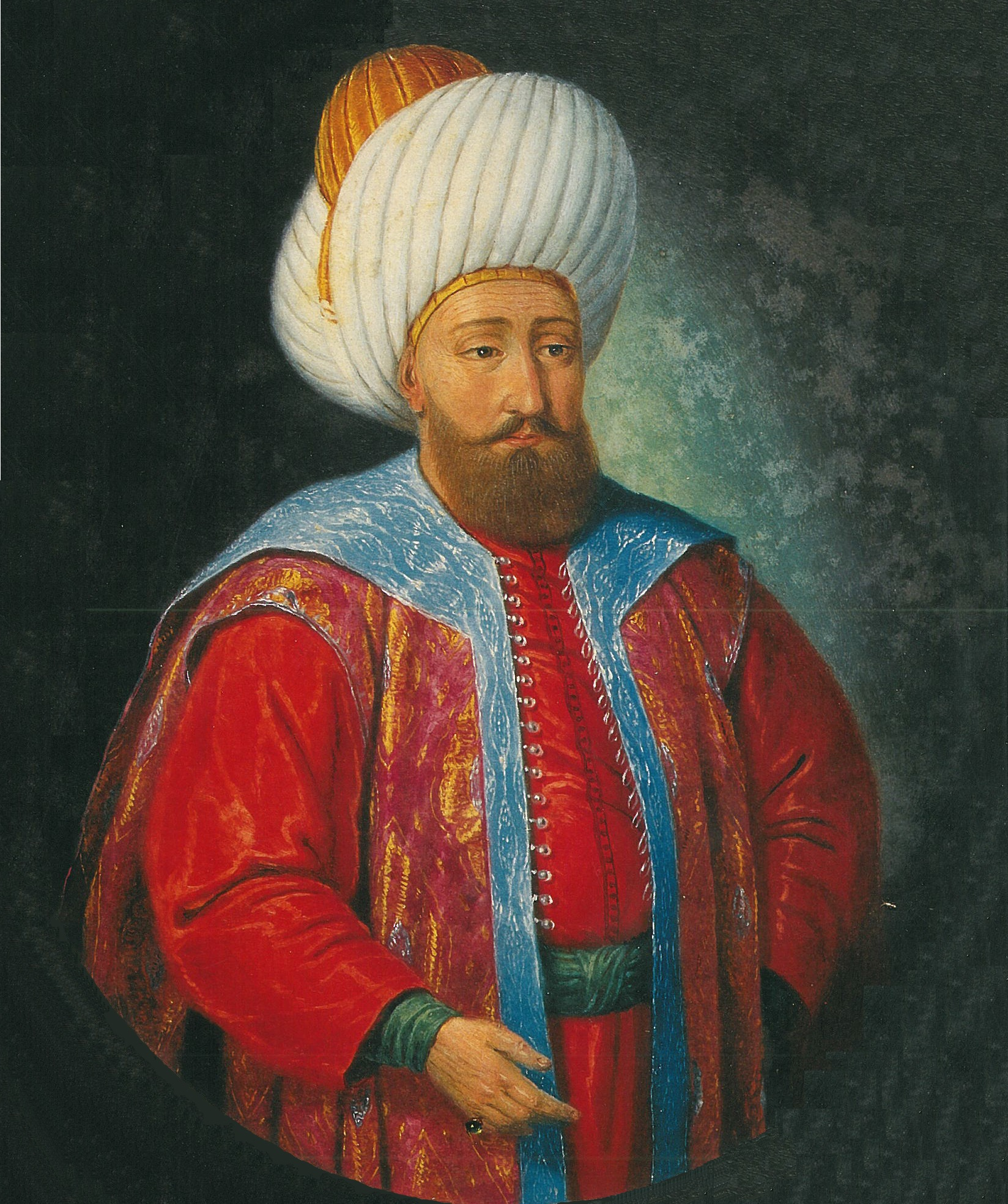
بايزيد الأول

على أن خلفاء هولاكو لم يفطنوا في بداية الأمر إلى ما في نمو النظام الاقطاعى في إيران من خطر على دولتهم، فدب اليها الانحلال وانقسمت إيران بعد سقوط هذه الأسرة إلى دويلات محلية، كالدولة المظفرية في إقليمى فارس وكرمان ودولة الكرت في هراة، ودولة الجلائريين في العراق، وغيرها من الدويلات التي ظلت قائمة حتى قضى عليها تيمورلنك في نهاية القرن الثامن الهجرى (الرابع عشرالميلادي)، حين استقر له الأمر في بلاد ما وراء النهر، وبدأ سلسلة فتوحات أخضع فيها إيران وجزءا من جنوبى روسيا والهند وهزم جيش بايزيد سلطان الأتراك العثمانيين عند أنقرة سنة 804 هـ (1402 م).

شاه رخ بن تيمورلنك

وبعد وفاة تيمورلنك سنة 807 هـ (1405 م) أفلح ابنه شاه رخ بالاستيلاء على عرش إيران وبلاد ما وراء النهر، واتخذ مدينة هرأة عاصمة له، فازدهرت الفنون والآداب على يده وفي عهد خلفائه، حتى قامت الأسرة الصفوية سنة 907 هـ (1502 م) وتطور الفن برعايتها تطورا أدى إلى قيام طراز فنى جديد.
ومهما يكن من الأمر فقد دمر المغول في فتوحاتهم كثيرا من المدن، وهرب من طريقهم إلى مصر وغيرها من الأقطار الإسلامية، كثير من الصناع والفنانين؛ ولكن كل هذه الأحداث كانت عارضة، فإن هولاكو وخلفائه كانوا يشملون رجال الفن بعنايتهم، بل كانوا حين يخربون المدن يعنون بإنقاذ الفنانين وأرباب الصناعات. والواقع أنهم أصابوا قسطا وافرا من التوفيق في النهضة بالفنون والصناعات والآداب. أما تيورلنك فقد كان الخراب يتبع جيوشه أينما حلت، وكانت قسوته مضرب الأمثال؛ ولا سيما أن ضحاياها في إيران والهند وآسيا الصغرى كانوا مسلمين مثله، ولكنه، إن كان قد خرب دهلي وشيراز وبغداد ودمشق، فقد فعل ذلك لتجميل عاصمته سمرقند التي كان يعمل على أن تصبح عروس الشرق في المدنية والفنون. بل إنه ذهب إلى حد اعتبار الاشتراك في بناء عمائره فرضا على مهرة البنائين في الأفاليم المختلفة من دولته؛ فكان يستقدمهم، وكانوا يأخذون على عاتقهم تحقيق مشروعاته، كما كان الأمر في نظام الليتورجيا أو «العمل للشعب» عند الإغريق القدماء، حين كان الأغنياء أو القادرون على عمل من الأعمال يكلفون بعمله أو بالانفاق عليه فترة من الزمن، مساهمة منهم في الخدمة الاجتماعية.
والواقع أن التخريب الذي ينسب إلى غارات المغول بولغ في نتائجه بعض المبالغة؛ فقد حدث حقيقة أن كسدت صناعة البناء، وتهدمت عمائر كثيرة، وهاجر الصناع والفنانون إلى آسيا الصغرى وإلى مصر. وكما يظهر من قول المؤرخ المصرى تقي الدين المقريزى: «فلما خرب المشرق والعراق بهجوم عساكر التترى منذ كان جنيكزخان في أعوام بضع عشرة وستمائة إلى قتل الخليفة المستعصم ببغداد في صفر سنة 656 كثر قدوم المشارقة إلى مصر وعمرت حافتي الخليج الكبير ما دار على بركة الفيل وعظمت عمارة الحسينية.»
ولكن ما فعله المغول وتيمور وخلفاؤه في سبيل الفن وتشجيع الفنانين يجعل المؤرخين يغضون الطرف عما حدث في حروبهم الأولى من تدمير واضطهاد. وبعد فإن الطراز الإيرانى التتري يمتاز بأنه مشبع بالأساليب الفنية الصينية التي غمرت إيران نفسها وما جاورها من البلدان التي تأثرت بفنونها ولا سيما مصر في العصر الفاطمي.
أما في العمارة فان بناء الأضرحة المشيدة على شكل الأبراج ظل شائعا في عصر المغول كما كان في عضر السلاجقة. ويظهر ذاك جلي في الضريح المشيد في مدينة مراغة والذي ينسب لإحدى بنات هولاكو، وهو مكوّن من برج مزين بفسيفساء من الفخّار المطلي وفوقه هرم ذو قاعدة مثمنة؛ ولكن الأضرحة ذات القبات زادت عظمة وفخامة، بازياد مساحتها وارتفاعها وبكثرة استخدام العقود فيها كما نرى في ضريح السلطان الجايتو خدابنده في مدينة سلطانية، حيث نلاحظ أن المهندس قد توصل إلى زيادة تأثير العلو والارتفاع بأعمدة بناها حول قاعدة القبة كأنها المآذن الممشوقة.